# Thiago Silva
Thiago Emiliano da Silva (sinh ngày 22 tháng 9 năm 1984) là một cầu thủ bóng đá chuyên nghiệp người Brasil hiện đang thi đấu ở vị trí trung vệ và là đội trưởng của câu lạc bộ Campeonato Brasileiro Série A Fluminense. Được đánh giá là một trong những hậu vệ vĩ đại nhất mọi thời đại, anh nổi tiếng nhờ khả năng phòng ngự chặt chẽ, khả năng đọc trận đấu xuất sắc, lối chơi giàu tính kỷ luật và khả năng lãnh đạo tốt.
Silva bắt đầu sự nghiệp thi đấu chuyên nghiệp của mình vào năm 2002 khi thi đấu ở vị trí tiền vệ cho RS Futebol, và sau này chuyển sang vị trí hậu vệ khi ở Juventude. Sau đó, anh ký hợp đồng với Porto vào năm 2004 và chuyển đến Dynamo Moscow dưới dạng cho mượn, nơi anh phải nhập viện khẩn cấp vì mắc bệnh lao. Sau khi hồi phục, anh gia nhập Fluminense và giành được danh hiệu Copa do Brasil. Năm 2009, Silva chuyển đến AC Milan với mức phí được báo cáo là 8 triệu euro và giành chức vô địch Serie A.
Năm 2012, Silva chuyển sang khoác áo cho Paris Saint-Germain với giá trị chuyển nhượng lên tới 42 triệu euro, trở thành hậu vệ đắt giá nhất vào thời điểm đó. Tại đây, anh đã giành được bảy danh hiệu Ligue 1, sáu Coupes de la Ligue, năm Coupes de France và lọt vào chung kết UEFA Champions League 2020. Silva giữ kỷ lục là đội trưởng tại vị lâu nhất và xếp thứ tám về số lần ra sân nhiều nhất mọi thời đại của câu lạc bộ. Năm 2020, anh ký hợp đồng với Chelsea theo dạng chuyển nhượng tự do và vô địch UEFA Champions League trong mùa giải đầu tiên của anh tại đội bóng này.
Silva có buổi ra mắt chuyên nghiệp trong màu áo đội tuyển quốc gia cho Brasil vào năm 2008, và kể từ đó đã có hơn 110 lần khoác áo đội tuyển, bao gồm cả việc đại diện cho đất nước tham dự trong tám giải đấu lớn. Anh đã giành huy chương đồng tại Thế vận hội 2008 và huy chương bạc tại Thế vận hội 2012, sau đó anh trở thành đội trưởng của đội tuyển và đưa Brasil giành chức vô địch FIFA Confederations Cup 2013 và Copa America 2019, cũng như cán đích ở vị trí hạng tư tại FIFA World Cup 2014 và á quân ở Copa America 2021.

## Sự nghiệp cấp câu lạc bộ

### Fluminense
Trong mùa giải đầu tiên tại Fluminense, anh không thi đấu nhiều do chấn thương, và kết thúc mùa giải anh chỉ được ra sân 15 trận. Ở mùa giải tiếp theo anh là nhân tố quan trọng giúp Fluminense giành Copa Libertadores sau khi họ hạ LDU Quito trên loạt luân lưu.

### Milan
Tháng 12 năm 2008, Thiago Silva gia nhập AC Milan với giá € 10 triệu. [3] Silva được coi như là một bản hợp đồng hiệu quả nhất của Milan kể từ tháng 7 năm 2009, từ khi câu lạc bộ đã mua được hai cầu thủ ngoài EU trong mùa giải 2008-09 (cụ thể là, Andriy Shevchenko [4] và Tabare Viudez). [4]
Ngày 8 Tháng 11 năm 2009, anh ghi bàn thắng đầu tiên của mình vào lưới Lazio. Trong trận mở màn mùa giải gặp Lecce c, anh ghi bàn thắng thứ hai trong chiến thắng 4-0 của đội. Milan đã giành vô địch Serie A, là danh hiệu đầu tiên của anh và là một danh hiệu trong bảy năm qua, với Thiago Silva đóng vai trò chính. Thiago Silva đã chơi 39 trận cho Milan, chỉ dính lên một thẻ vàng trong mùa giải. Ngày 13 Tháng 9 năm 2011, anh ghi một bàn thắng ở phút cuối trong trận gặp FC Barcelona tại vòng bảng Champions League 2011-2012,từ một pha đá phạt góc của Clarence Seedorf. Đó là bàn thắng quyết định giúp Milan cầm hoà Barca 2-2 ngay tại Nou Camp. Và đó cũng là bàn thắng đầu tiên của Silva trên đấu trường cấp cao nhất châu Au.
Ngày 17 Tháng Năm 2011, Milan đã thông báo rằng Thiago Silva gia hạn hợp đồng đến 30 tháng 6 năm 2016. [7]
Ngày 27 tháng 11 năm 2011, Thiago Silva đã được đeo băng đội trưởng và ghi bàn thắng mở tỉ số trong chiến thắng 4-0 thuyết phục trước Chievo.
Trong kỳ chuyển nhượng mùa hè 2012, nổi lên tin đồn CEO của Milan là Silvio Berlusconi đã quyết định bán anh sang Paris Saint-Germain với mức giá kỉ lục € 46 triệu. Vào ngày 2 tháng 7, anh gia hạn hợp đồng với Milan đến năm 2017.

### Paris Saint-Germain
Ngày 14 tháng 7 năm 2012, Thiago Silva chính thức ký hợp đồng 5 năm với Paris Saint-Germain. Mức phí chuyển nhượng là 42 triệu euro và anh nhận mức lương 185.000 euro mỗi tuần. Tại đây anh sẽ được tái ngộ người thầy cũ Carlo Ancelotti. Trong buổi họp báo ra mắt đội bóng mới, anh đã trải lòng về quyết định này: "Tôi rất buồn khi phải rời Milan, nhưng là một cầu thủ chuyên nghiệp tôi phải quen với điều đó. và tôi đẫ sẵn sàng với những thử thách mới cùng PSG".
Sau khi dính một số chấn thương nhỏ ở đầu mùa giải, cuối cùng Silva cũng có trận đấu đầu tiên cho đội bóng mới vào ngày 18 tháng 9 vào lượt trận đầu tiên của Champions League, ghi dấu ấn với một bàn thắng giúp đội hạ Dynamo Kyiv 4–1 tại Sân vận động Công viên các Hoàng tử. Cầu thủ người Brasil có trận đấu đầu tiên tại Ligue 1 là trận thắng Bastia 4-0 vào ngày 22 tháng 9, chơi đủ 90 phút. Bàn thắng thứ hai của Silva cho PSG đến từ chấm penalty, ghi bàn thắng quyết định trong trận Le Classique, chiến thắng 2–0 trước Marseille vào vòng 16 của Cúp Liên đoàn bóng đá Pháp 2012-13 vào ngày 31 tháng 10.
Vào ngày 22 tháng 8 năm 2013, Silva đã ký bản hợp đồng có thời hạn một năm với PSG, anh sẽ ở lại câu lạc bộ tới năm 2018.
Ngày 13 tháng 6 năm 2020, giám đốc thể thao Leonardo của PSG tiết lộ rằng Thiago Silva sẽ rời câu lạc bộ khi Champions League kết thúc vào tháng 8, cùng với Edinson Cavani. PSG đã giành được 3 cúp quốc nội, trận cuối cùng anh thi đấu cho PSG là chung kết UEFA Champions League 2020 ngày 23 tháng 8, PSG thua 1–0 trước Bayern Munich.

### Chelsea

#### 2020–21: Mùa giải ra mắt và vinh quang châu Âu

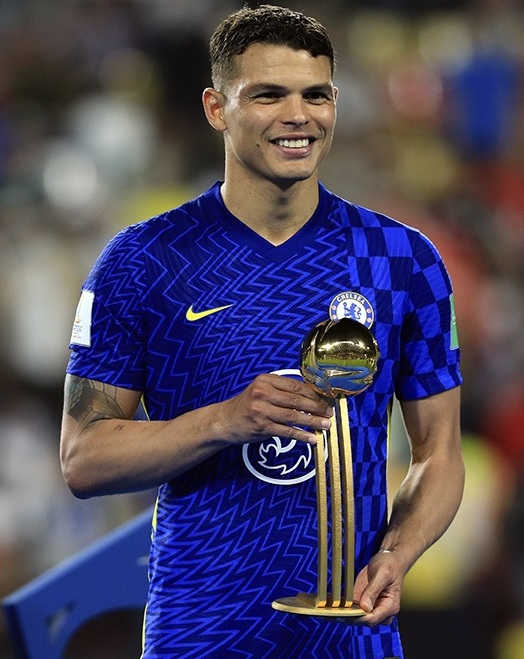
Silva giành danh hiệu Cầu thủ xuất sắc nhất FIFA Club World Cup 2021.

Ngày 28 tháng 8 năm 2020, Silva chuyển sang thi đấu cho câu lạc bộ Chelsea theo dạng chuyển nhượng tự do, hợp đồng có thời hạn 1 năm với tùy chọn gia hạn. Anh ra mắt câu lạc bộ vào ngày 23 tháng 9, trong chiến thắng 6–0 trên sân nhà trước Barnsley ở vòng ba EFL Cup. Ba ngày sau vào ngày 26 tháng 9, Silva có trận ra mắt Premier League trong trận hòa 3–3 trước West Bromwich Albion trên sân The Hawthorns với tư cách là đội trưởng. Vào ngày 7 tháng 11, Silva ghi bàn thắng đầu tiên cho Chelsea trong chiến thắng 4–1 trên sân nhà trước Sheffield United. Vào ngày 21 tháng 12, Silva ghi bàn thắng thứ hai cho Chelsea trong chiến thắng 3–0 trước West Ham.
Vào ngày 3 tháng 4 năm 2021, Silva nhận thẻ vàng thứ hai và bị đuổi khỏi sân ở phút 29 trong trận thua 5–2 trên sân nhà của Chelsea trước West Bromwich Albion. Silva dẫn đầu hàng phòng ngự khi Chelsea lọt vào trận chung kết Champions League thứ ba, đánh bại Real Madrid ở bán kết. Vào ngày 29 tháng 5, Silva dính chấn thương ở phút thứ 39 trong khi anh giành được danh hiệu Champions League đầu tiên sau chiến thắng 1–0 của Chelsea trước Man City trong trận Chung kết UEFA Champions League 2021 tại Estádio do Dragão.
Vào ngày 4 tháng 6 năm 2021, Chelsea thông báo gia hạn hợp đồng thêm một năm, giữ anh ở lại câu lạc bộ cho đến tháng 6 năm 2022.

#### 2021–22
Vào ngày 3 tháng 1 năm 2022, Silva gia hạn hợp đồng một lần nữa, lần này cho đến hết mùa giải 2022–23.

## Sự nghiệp quốc tế
Thiago Silva được Dunga gọi vào đội tuyển Olympic Brasil cùng với Ronaldinho. Anh từng thi đấu trong loạt trận giao hữu trước thềm thế vận hội mùa hè 2008 với Singapore và Việt Nam.
Giải đấu quốc tế đầu tiên của anh là World Cup 2010 diễn ra tại Nam Phi. Tại giải đấu này, anh không ghi được bàn thắng nhưng đã có những pha kiến tạo thành bàn để giúp Brasil lọt vào tứ kết và thua chung cuộc 1-2 trước Hà Lan.
Tại Copa América 2011 diễn ra tại Argentina, Thiago Silva góp mặt trong cả bốn trận đấu chính thức giải đấu, lọt vào vòng tứ kết nhưng để thua 0-2 trước Paraguay ở loạt sút penalty sau khi hai đội hòa 0-0 sau 120 phút thi đấu chính thức và trở thành cựu vô địch của Copa América, trong đó Thiago Silva đá hỏng quả penalty thứ 3.
Tại World Cup 2014 diễn ra trên sân nhà, anh chỉ có được một bàn thắng trong trận thắng 2-1 trước Colombia ở vòng tứ kết. Đội tuyển Brasil kết thúc giải đấu với vị trí thứ tư chung cuộc.
Anh tiếp tục được góp mặt tại Copa América 2015 diễn ra tại Chile và cũng lặp tại thành tích tương tự như Copa América 4 năm về trước.
Tại World Cup 2018 diễn ra tại Nga, anh cũng chỉ có được một bàn thắng trong trận thắng 2-0 trước Serbia ở vòng đấu bảng. Đội tuyển Brasil sau đó lọt vào tứ kết nhưng để thua chung cuộc 1-2 trước Bỉ.

## Thống kê sự nghiệp

### Câu lạc bộ
Tính đến 19 tháng 5 năm 2024.
| Câu lạc bộ          | Mùa giải            | Vô địch quốc gia       | Vô địch quốc gia | Vô địch quốc gia | Vô địch bang | Vô địch bang | Cúp quốc gia | Cúp quốc gia | Cúp liên đoàn | Cúp liên đoàn | Cúp châu lục | Cúp châu lục | Khác | Khác | Tổng cộng | Tổng cộng |
| Câu lạc bộ          | Mùa giải            | Hạng đấu               | Trận             | Bàn              | Trận         | Bàn          | Trận         | Bàn          | Trận          | Bàn           | Trận         | Bàn          | Trận | Bàn  | Trận      | Bàn       |
| ------------------- | ------------------- | ---------------------- | ---------------- | ---------------- | ------------ | ------------ | ------------ | ------------ | ------------- | ------------- | ------------ | ------------ | ---- | ---- | --------- | --------- |
| RS Futebol          | 2002                | Gaúcho Série B         | —                | —                | 8            | 2            | —            | —            | —             | —             | —            | —            | —    | —    | 8         | 2         |
| RS Futebol          | 2003                | Gaúcho Série A2        | —                | —                | 17           | 0            | —            | —            | —             | —             | —            | —            | —    | —    | 17        | 0         |
| RS Futebol          | Tổng cộng           | Tổng cộng              | —                | —                | 25           | 2            | —            | —            | —             | —             | —            | —            | —    | —    | 25        | 2         |
| Juventude           | 2004                | Série A                | 28               | 3                | 7            | 0            | 1            | 0            | —             | —             | —            | —            | —    | —    | 36        | 3         |
| FC Porto B          | 2004–05             | Segunda Divisão B      | 14               | 0                | —            | —            | —            | —            | —             | —             | —            | —            | —    | —    | 14        | 0         |
| Dynamo Moscow       | 2005                | Russian Premier League | 0                | 0                | —            | —            | 0            | 0            | —             | —             | 0            | 0            | —    | —    | 0         | 0         |
| Fluminense          | 2006                | Série A                | 31               | 0                | 4            | 0            | 7            | 0            | —             | —             | 4            | 0            | —    | —    | 46        | 0         |
| Fluminense          | 2007                | Série A                | 30               | 5                | 9            | 0            | 12           | 3            | —             | —             | —            | —            | —    | —    | 51        | 8         |
| Fluminense          | 2008                | Série A                | 20               | 1                | 14           | 3            | —            | —            | —             | —             | 12           | 2            | —    | —    | 46        | 6         |
| Fluminense          | Tổng cộng           | Tổng cộng              | 81               | 6                | 27           | 3            | 19           | 3            | —             | —             | 16           | 2            | —    | —    | 143       | 14        |
| Milan               | 2009–10             | Serie A                | 33               | 2                | —            | —            | 0            | 0            | —             | —             | 7            | 0            | —    | —    | 40        | 2         |
| Milan               | 2010–11             | Serie A                | 33               | 1                | —            | —            | 3            | 0            | —             | —             | 6            | 0            | —    | —    | 42        | 1         |
| Milan               | 2011–12             | Serie A                | 27               | 2                | —            | —            | 2            | 0            | —             | —             | 7            | 1            | 1    | 0    | 37        | 3         |
| Milan               | Tổng cộng           | Tổng cộng              | 93               | 5                | —            | —            | 5            | 0            | —             | —             | 20           | 1            | 1    | 0    | 119       | 6         |
| Paris Saint-Germain | 2012–13             | Ligue 1                | 22               | 0                | —            | —            | 1            | 0            | 2             | 1             | 9            | 2            | —    | —    | 34        | 3         |
| Paris Saint-Germain | 2013–14             | Ligue 1                | 28               | 3                | —            | —            | 2            | 0            | 4             | 0             | 7            | 0            | 1    | 0    | 42        | 3         |
| Paris Saint-Germain | 2014–15             | Ligue 1                | 26               | 1                | —            | —            | 5            | 0            | 3             | 0             | 6            | 1            | 0    | 0    | 40        | 2         |
| Paris Saint-Germain | 2015–16             | Ligue 1                | 30               | 1                | —            | —            | 4            | 0            | 2             | 0             | 9            | 0            | 1    | 0    | 45        | 1         |
| Paris Saint-Germain | 2016–17             | Ligue 1                | 27               | 3                | —            | —            | 3            | 1            | 3             | 2             | 7            | 0            | 0    | 0    | 40        | 6         |
| Paris Saint-Germain | 2017–18             | Ligue 1                | 25               | 1                | —            | —            | 5            | 0            | 2             | 0             | 6            | 0            | 1    | 0    | 39        | 1         |
| Paris Saint-Germain | 2018–19             | Ligue 1                | 25               | 0                | —            | —            | 4            | 0            | 2             | 0             | 7            | 0            | 1    | 0    | 39        | 0         |
| Paris Saint-Germain | 2019–20             | Ligue 1                | 21               | 0                | —            | —            | 3            | 1            | 1             | 0             | 9            | 0            | 1    | 0    | 35        | 1         |
| Paris Saint-Germain | Tổng cộng           | Tổng cộng              | 204              | 9                | —            | —            | 27           | 2            | 19            | 3             | 60           | 3            | 5    | 0    | 315       | 17        |
| Chelsea             | 2020–21             | Premier League         | 23               | 2                | —            | —            | 2            | 0            | 1             | 0             | 8            | 0            | —    | —    | 34        | 2         |
| Chelsea             | 2021–22             | Premier League         | 32               | 3                | —            | —            | 3            | 0            | 2             | 0             | 9            | 0            | 2    | 0    | 48        | 3         |
| Chelsea             | 2022–23             | Premier League         | 27               | 0                | —            | —            | 0            | 0            | 0             | 0             | 8            | 0            | —    | —    | 35        | 0         |
| Chelsea             | 2023–24             | Premier League         | 31               | 3                | —            | —            | 4            | 1            | 3             | 0             | —            | —            | —    | —    | 38        | 4         |
| Chelsea             | Tổng cộng           | Tổng cộng              | 113              | 8                | —            | —            | 9            | 1            | 6             | 0             | 25           | 0            | 2    | 0    | 155       | 9         |
| Tông cộng sự nghiệp | Tông cộng sự nghiệp | Tông cộng sự nghiệp    | 533              | 31               | 59           | 5            | 61           | 6            | 25            | 3             | 121          | 6            | 8    | 0    | 807       | 51        |

1. ↑  Ra sân ở Copa Sudamericana
2. ↑  Ra sân ở Copa Libertadores
3. 1 2 3 4 5 6 7 8 9 10 11 12 13 14  Ra sân ở UEFA Champions League
4. ↑  Ra sân ở Siêu cúp bóng đá Ý
5. 1 2 3 4 5  Ra sân ở Siêu cúp bóng đá Pháp
6. ↑  Ra sân tại FIFA Club World Cup

### Quốc tế
Tính đến ngày 9 tháng 12 năm 2022
| Đội tuyển quốc gia Brasil | Đội tuyển quốc gia Brasil | Đội tuyển quốc gia Brasil |
| Năm                       | Số lần ra sân             | Số bàn thắng              |
| ------------------------- | ------------------------- | ------------------------- |
| 2008                      | 3                         | 0                         |
| 2009                      | 3                         | 0                         |
| 2010                      | 6                         | 0                         |
| 2011                      | 13                        | 0                         |
| 2012                      | 7                         | 1                         |
| 2013                      | 12                        | 1                         |
| 2014                      | 7                         | 1                         |
| 2015                      | 7                         | 1                         |
| 2016                      | 2                         | 0                         |
| 2017                      | 7                         | 1                         |
| 2018                      | 10                        | 1                         |
| 2019                      | 12                        | 1                         |
| 2020                      | 4                         | 0                         |
| 2021                      | 12                        | 0                         |
| 2022                      | 11                        | 0                         |
| Tổng cộng                 | 113                       | 7                         |

#### Bàn thắng quốc tế
Bàn thắng và kết quả của Brasil được để trước.
| #  | Ngày                | Địa điểm                                                | Đối thủ    | Bàn thắng | Kết quả | Giao hữu                |
| -- | ------------------- | ------------------------------------------------------- | ---------- | --------- | ------- | ----------------------- |
| 1. | 30 tháng 5 năm 2012 | FedEx Field, Landover, Hoa Kỳ                           | Hoa Kỳ     | 2–0       | 4–1     | Giao hữu                |
| 2. | 10 tháng 9 năm 2013 | Sân vận động Gillette, Foxborough, Hoa Kỳ               | Bồ Đào Nha | 1–1       | 3–1     | Giao hữu                |
| 3. | 4 tháng 7 năm 2014  | Sân vận động Castelão, Fortaleza, Brasil                | Colombia   | 1–0       | 2–1     | World Cup 2014          |
| 4. | 21 tháng 6 năm 2015 | Sân vận động Monumental David Arellano, Santiago, Chile | Venezuela  | 1–0       | 2–1     | Copa América 2015       |
| 5. | 13 tháng 6 năm 2017 | Melbourne Cricket Ground, Melbourne, Úc                 | Úc         | 2–0       | 4–0     | Giao hữu                |
| 6. | 27 tháng 6 năm 2018 | Otkrytiye Arena, Moscow, Nga                            | Serbia     | 2–0       | 2–0     | World Cup 2018          |
| 7. | 9 tháng 6 năm 2019  | Sân vận động Beira-Rio, Porto Alegre, Brasil            | Honduras   | 2–0       | 7–0     | Brasil Global Tour 2019 |

## Danh hiệu
Porto B
- Agribank Cup: 2004

Fluminense
- Copa do Brasil: 2007

AC Milan
- Serie A: 2010–11[21]
- Supercoppa Italiana: 2011[22]

Paris Saint-Germain

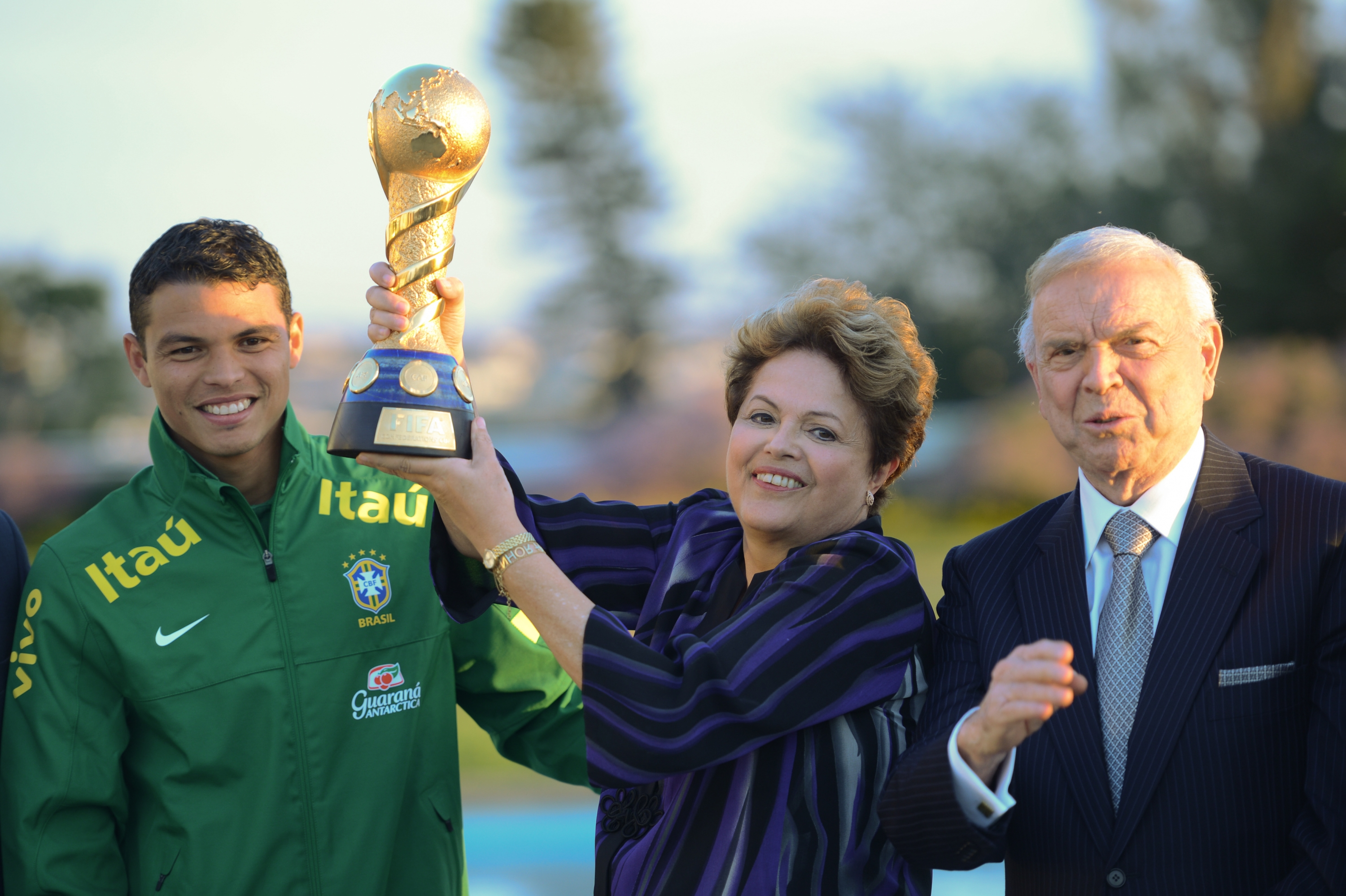
Thiago Silva và Dilma Rousseff với danh hiệu FIFA Confederations Cup 2013.

- Ligue 1: 2012–13, 2013–14, 2014–15, 2015–16, 2017–18, 2018–19, 2019–20
- Coupe de France: 2014–15, 2015–16, 2016–17, 2017–18, 2019–20
- Coupe de la Ligue: 2013–14, 2014–15, 2015–16, 2016–17, 2017–18, 2019–20
- Trophée des Champions: 2013, 2015, 2017, 2018, 2019

Chelsea
- UEFA Champions League: 2020–21
- UEFA Super Cup: 2021
- FIFA Club World Cup: 2021

U-23 Brasil
- Olympics Silver Medal: 2012[23]
- Olympics Bronze Medal: 2008[24]

Brasil
- FIFA Confederations Cup: 2013[25]
- Copa América: 2019;[26] á quân: 2021

Cá nhân
- Bola de Prata: 2007[27]
- Campeonato Brasileiro Série A Best Fan's Player: 2008[28]
- Campeonato Brasileiro Série A Team of the Year: 2008[29]
- South American Team of the Year: 2008[30]
- Samba d'Or: 2011, 2012, 2013[31][32][33]
- Serie A Team of the Year: 2010–11, 2011–12[34][35]
- UNFP Ligue 1 Team of the Year: 2012–13, 2013–14, 2014–15, 2015–16, 2016–17, 2017–18, 2018–19[36][37][38][39][40]
- UNFP Ligue 1 Player of the Month: March 2013,[41] October 2019[42]
- UEFA Team of the Year: 2011, 2012, 2013[43][44][45]
- UEFA Champions League Team of the Group Stage: 2015[46]
- FIFA FIFPro World11: 2013, 2014, 2015[47]
- FIFA FIFPro World11 2nd team: 2016, 2017, 2018[48][49][50]
- FIFA FIFPro World11 nominee: 2019 (10th defender)[51]
- FIFA Confederations Cup Dream Team: 2013[52]
- FIFA Confederations Cup Castrol Index Top XI: 2013[53]
- FIFA World Cup All-Star Team: 2014, 2018[54][55]
- FIFA World Cup Dream Team: 2014[56]
- UEFA Champions League Squad of the Season: 2015–16[57]
- FIFA World Cup Dream Team: 2018[58]
- Copa América Team of the Tournament: 2019[59]
- FIFA Club World Cup Golden Ball: 2021[60]